# Sabine Gräfin von Nayhauß-Cormons
Sabine Gräfin von Nayhauß-Cormons geborere Beierlein (* 1942) ist eine deutsche Journalistin und Buchautorin.

## Leben und Werdegang
von Nayhauß war Journalistin für die Bunte und Welt am Sonntag und ist Expertin für das britische Königshaus. Zum 80. Geburtstag von Queen Elizabeth II. veröffentlichte von Nayhauß ein Buch über sie, für das sie unter anderen Richard von Weizsäcker, Roman Herzog, Heinrich von Pierer und Hans-Dietrich Genscher interviewte, um Anekdoten zu sammeln. Sie kommentierte zudem im zweistündigen Live-Bericht für das ZDF von dem Staatsbesuch der Queen im Jahr 1992 in Bonn.
Im 2021 erschienenen Dokumentarfilm Die Unbeugsamen über Frauen in der Bonner Republik wurde von Nayhauß als Zeitzeugin interviewt. Sie erzählt im Film von Sexismus in der Politik, den sie in ihrer Rolle als Journalistin zu der Zeit miterlebt hat.
Sie war seit 1966 mit dem Journalisten Mainhardt Graf von Nayhauß-Cormons verheiratet, bis dieser im Jahr 2021 verstarb. In die Ehe wurden die Töchter Tatjana von Braun (* 1968) und Tamara von Nayhauß-Cormons geboren (* 1972). Sie heiratete in das Adelsgeschlecht Nayhauß ein.
Sie lebt in Bonn.

## Veröffentlichungen
- Marianne von Weizsäcker. In: Dieter Zimmer [Hrsg.]: Deutschlands First Ladies : die Frauen der Bundespräsidenten und Bundeskanzler von 1949 bis heute, Deutsche Verlags-Anstalt, Stuttgart 1998, S. 245–259, ISBN 3-421-05125-9.
- War das peinlich ... ! Prominente erzählen, Eco, Köln 2001, ISBN 978-3-934519-64-0.
- Elizabeth II; Begegnungen mit einer Königin, Lingen Verlag, Köln 2006, ISBN 978-3-937490-71-7.